# Роке Масполи
Роке Гастон Масполи Арбелвиде (шп. Roque Gastón Máspoli Arbelvide; 12. октобар 1917, Монтевидео — 22. фебруар 2004, Монтевидео) био је уругвајски фудбалер и фудбалски тренер. Био је голман Фудбалске репрезентације Уругваја, са којом је освојио Светско првенство у фудбалу 1950.

## Каријера
Рођен је у Монтевидеу, док му је породица пореклом из швајцарског кантона Тичино. Каријеру је започео у клубу Насионал, а током највећег дела каријере наступао је за Пењарол. Играчку каријеру завршио је 1955, када је постао тренер клуба Пењарол.

## Трофеји
Насионал
- Прва лига Уругваја: 1933, 1934, 1939.
- : 1935, 1938, 1939.
- : 1934.

Пењарол
- Прва лига Уругваја: 1944, 1945, 1949, 1951, 1953, 1954.

Фудбалска репрезентација Уругваја
- Светско првенство у фудбалу 1950.